# قیمت (فیلم ۱۹۷۳)
قیمت (به هندی: Keemat) فیلمی محصول سال ۱۹۷۳ و به کارگردانی راویکانت ناگایچ است. در این فیلم بازیگرانی همچون درمندرا، ریکا، پریم چوپرا، راجندرا نات، آقا ایفای نقش کرده‌اند.